# Assassinats a la Corresa
Assassinats a la Corresa (títol original en francès, Meurtres en Corrèze) és un telefilm francès, de la col·lecció Assassinats a.... Va ser escrit per Marc-Antoine Laurent i Jean-Marc Taba, i dirigit per Adeline Darraux. Es va emetre per primera vegada a Suïssa el 25 d'octubre de 2019 al canal RTS Un, a Bèlgica es va estrenar el 26 de gener de 2020 a La Une, mentre que a France 3 va arribar el 2 de maig d'aquell any. S'ha doblat al català per TV3.
És un dels deu episodis emblemàtics seleccionats per l'RTBF per celebrar el desè aniversari de la col·lecció i es va incorporar durant mig any a la plataforma Auvio.
El rodatge es va dur a terme del 4 al 29 de març de 2019 a diverses localitats de la Corresa, com Tula, Briva, Luberçac, Usèrcha, Donzenac, Obasina, Argentat, Sent Martin de Setpers i a les pedreres de Travassac, al municipi de Donzenac.